# 穴棲蛇胸鱔
穴棲蛇胸鱔為輻鰭魚綱合鰓目合鰓魚科的其中一種，被IUCN列為次級保育動物，分布於中美洲墨西哥至瓜地馬拉、古巴的淡水流域，體長可達80公分，棲息在溪流、沼澤或池塘，會掘洞築巢。